# Enes Erkan
Pour les articles homonymes, voir Erkan.
Enes Erkan est un karatéka turc né le 10 mai 1987 à Adapazarı. Il a remporté la médaille d'or en kumite plus de 84 kilos aux championnats du monde 2012 à Paris et 2014 à Brême ainsi qu'aux championnats d'Europe 2013 à Budapest et 2014 à Tampere. Il s'est également imposé dans cette catégorie aux Jeux européens de 2015 à Bakou.